# 沙希

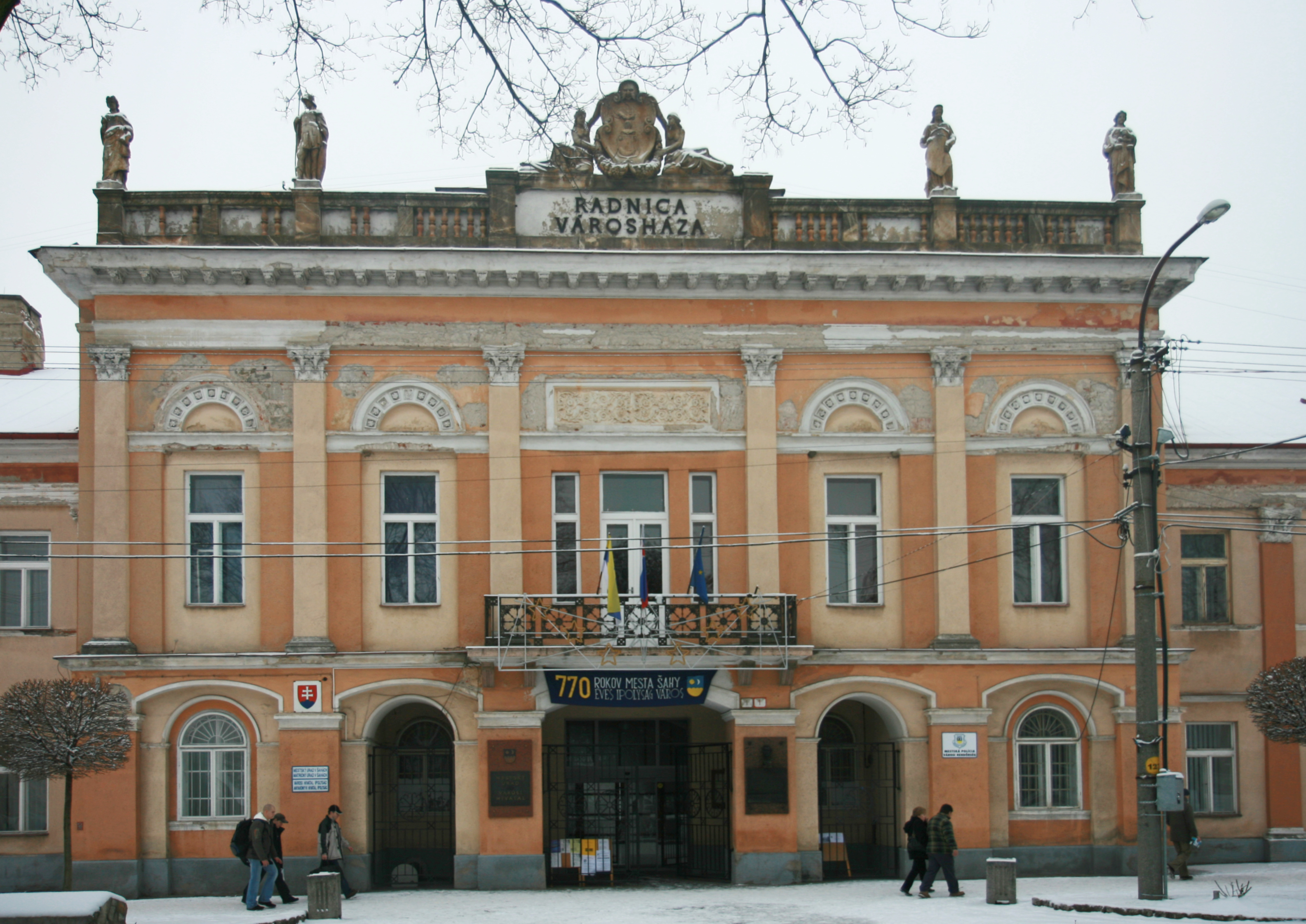

沙希是斯洛伐克尼特拉州的城鎮，位於該國南部伊波伊河畔，面積42.73平方公里，海拔高度136米，2005年人口7,973，其中八成居民信奉羅馬天主教。

## 外部連結
- The official website of Šahy （页面存档备份，存于）
- Tourist-channel.sk （页面存档备份，存于）